# فیل جانسون (بسکتبال، زاده ۱۹۴۱)

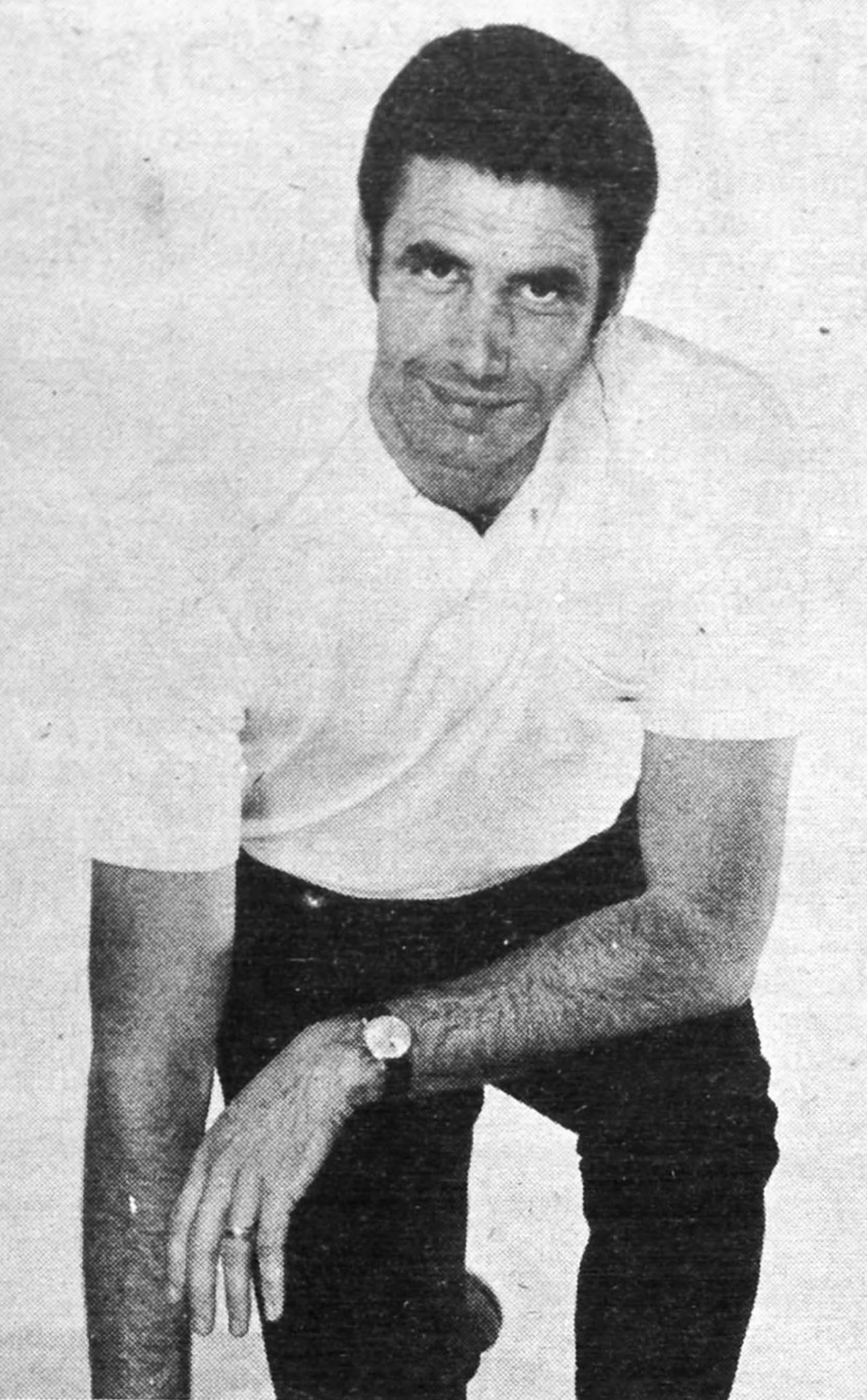
تصویر قدیمی از فیل جانسون

فیل جانسون (انگلیسی: Phil Johnson؛ زادهٔ ۶ سپتامبر ۱۹۴۱) بازیکن بسکتبال اهل ایالات متحده آمریکا است.
وی همچنین برندهٔ جوایزی همچون جایزه مربی سال ان‌بی‌ای شده‌است.